# バロメッツ

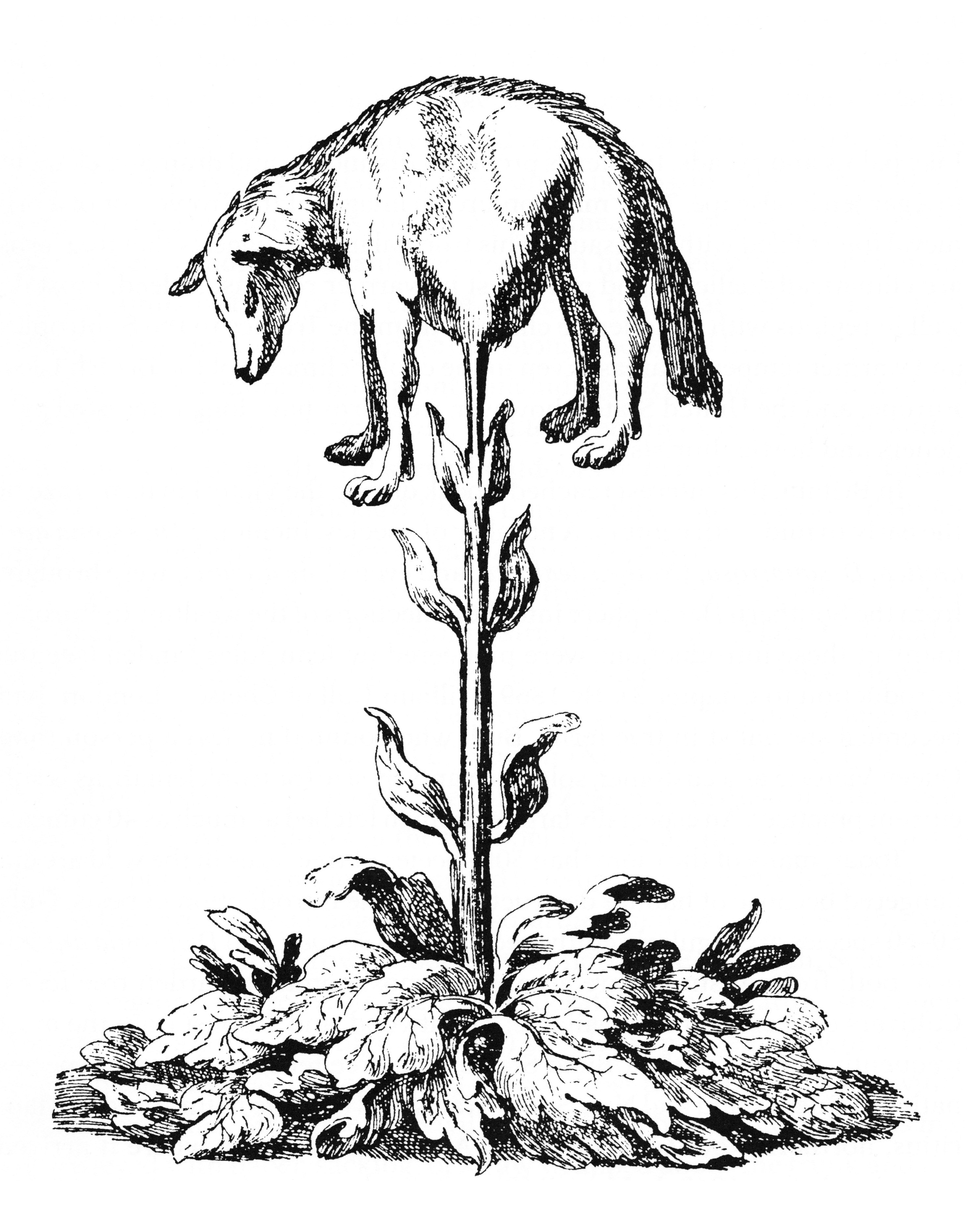
バロメッツの想像図

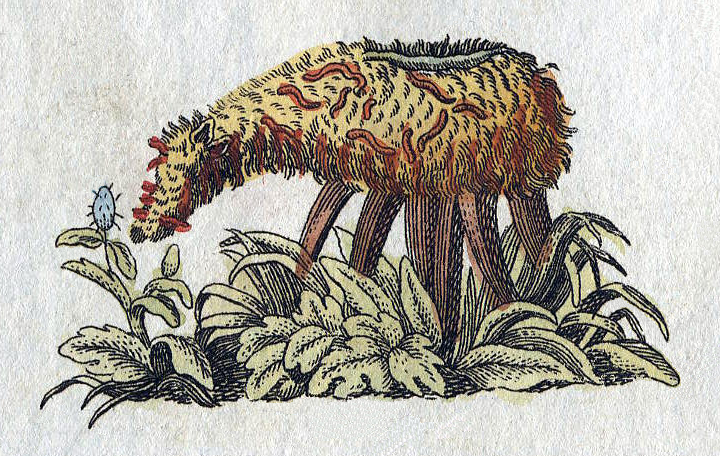
1801年のバロメッツの想像図

バロメッツ (Barometz) は、黒海沿岸、中国、モンゴル、ヨーロッパ各地の荒野に分布するといわれた伝説の植物である。この木には、羊の入った実がなると考えられていた。ホルヘ・ルイス・ボルヘス『幻獣辞典』によれば、植物界と動物界が融合しているという特徴を持つ。

## 特徴
スキタイの羊、ダッタン人の羊、リコポデウムとも呼ばれるこの木は、本当の名を「プランタ・タルタリカ・バロメッツ」といい、ヒョウタンに似ているものの、引っ張っても曲がるだけで折れない、柔軟な茎をもっているとされた。
時期が来ると実をつけ、採取して割れば中から肉と血と骨を持つ子羊が収穫できるが、この羊は生きていない。実が熟して割れるまで放置しておくと、「ぅめー」と鳴く生きた羊が顔を出し、茎と繋がったまま、木の周りの草を食べて生き、近くに畑があれば食い散らかしてしまう。周囲の草がなくなると、やがて飢えて、羊は木とともに死ぬ。ある時期のバロメッツの周りには、この死んだ羊が集中して山積みになるので、それを求めて狼や人があつまって来るのだと言う。この羊は蹄まで羊毛なので無駄な所がほとんど無く、その金色の羊毛は重宝された。肉はカニの味がするとされた。

## 伝説の発端
この伝説は、ヨーロッパ人の誤解から生まれた物だと考えられている。バロメッツから採れる羊毛とされた繊維は木綿の事で、木綿を知らなかった当時のヨーロッパ人は「綿の採れる木」を「ウールを産む木」だと解釈して、この植物の伝説が産まれたとされる。
イタリアの宣教師オデリコは、1314年ごろに東方布教の旅行を記録した書物『東洋旅行記』において、カスピ山脈（現在のコーカサス山脈）には一頭の仔羊大の獣が生まれるメロンがあると紹介した。ジョン・マンデヴィルの『東方旅行記』（1360年ごろ）やヴァンサン・ド・ボーヴェによる中世の百科事典『自然の鏡』（1473年）にも同様の記述がある。16世紀初めのスロベニアの外交官ジギスムント・フォン・ヘルベルシュタインの見聞録『モスクワ事情』（1549年）では、原産地はサマルカンドとされ、その繊維はヴェネチアに輸出されて回教徒の帽子の裏の毛皮の代わりに用いられると書かれている。
　日本で、南方熊楠は『羊に関する民俗と伝説』（『十二支考』所収）において中国で2世紀頃から「土中に羊が生じる」という信仰が認められる旨を紹介し、『旧唐書』に出る「仏菻国」の国人が飼う、土中に生じる羊羔（ひつじのこ）とその生態を引き、これは「支那で羔子（カオツエ）と俗称し、韃靼の植物羔（「ヴェジテーブル・ラム」のフリガナ）とてむかし欧州で珍重された奇薬で、地中に羊児自然と生じおり、狼好んでこれを食らうに、傷つけば血を出す、など言った」と記載し、屋代弘賢が編集した江戸時代後期の類書『古今要覧稿』で引かれる中国の地理書『西使記』の、「壠種の羊は、西海に出づ。羊の臍をもって土中に種え、そそぐに水をもってす。雷を聞いて臍系を土中に生ず。長ずるに及び、驚かすに水をもってすれば、臍すなわち断つ。すなわちよく行いて草を噛む。秋に至って食らうべし。臍内また種あり」という「臍で茶を沸かす底の法螺話」を紹介し、この植物について「シダ（「ポディウム・バロメッツ」）の付会」である可能性を示唆している。澁澤龍彦は『幻想博物誌』に所収のエッセイにおいて「スキタイの羊」として紹介し、この生き物がもともと別であった「中国の北部に自生する実在の羊歯」であるバロメッツと「ごっちゃになった」可能性を指摘しつつその「羊歯としてのスキタイの羊」説を支持し、1970年代に抄訳したフランス語版『幻想動物学提要』で、「バロメッツ」を「羊歯」と訳している。ジョゼフ・ニーダムはこの「地生羊」について、ハボウキガイの繊維の誤伝であるという説を提唱している。